# 王玉虎
王玉虎（1962年5月—），男，藏族，青海囊谦人，中华人民共和国政治人物。第十二届全国人民代表大会青海地区代表。

## 生平
1976年10月至1978年8月，在青海省玉树藏族自治州民族师范学校学习。1978年8月起，任囊谦县香达小学教师。1980年1月至1992年10月，任青海省囊谦县公安局刑警队队长、公安局副局长、海省杂多县公安局局长。1987年3月，加入中国共产党。1995年3月起，任玉树县副县长，治多县委副书记、代县长、县长，玉树州副州长，玉树州委副书记、代州长，玉树州委副书记、州长。2008年当选为第十一届全国人大代表。2013年，担任全国人大代表。
2015年1月至2017年5月，任青海省供销社党组书记、理事会主任。2017年5月至2017年6月任青海省农牧厅党组书记；2017年6月起，任青海省农牧厅党组书记、厅长。